# Dothideomycetidae
Dothideomycetidae é uma subclasse de fungos da classe Dothideomycetes que engloba três  ordens: Dothideales, Myriangiales e Capnodiales. As cavidades dos ascomata (estruturas sexuais também conhecidas por ascocarpos) não apresentam células verticais (paráfises, pseudoparáfises ou parafisóides) entre as estruturas celulares em forma de saco que contêm os esporos (ascos).